# Fundação SOS Mata Atlântica
A Fundação SOS Mata Atlântica é uma organização não-governamental (ONG) criada em 1986 cuja missão é a de defender a Mata Atlântica do Brasil, conservando os patrimônios naturais e histórico, buscando um desenvolvimento sustentável que possa preservar a fauna e flora. Trata-se de uma ONG privada, sem vínculos partidários ou religiosos e sem fins lucrativos. A organização atua em 3 frentes: proteção e recuperação das florestas, proteção do mar e busca da qualidade de vida nas cidades. A atuação da SOS Mata Atlântica é alertar, informar, educar, mobilizar e capacitar para o exercício da cidadania.
Segundo Márcia Brandão Leão:
Em 1987, Roberto Duailibi, da agência DPZ criou a campanha “Estão tirando o verde da nossa terra“. A imagem da bandeira brasileira perdendo o verde ao som do hino nacional foi a maior ação de comunicação voltada para o meio ambiente já feita no Brasil e acabou se transformando no logotipo da Fundação SOS Mata Atlântica.

## Sede
A sede principal da organização está situada em um escritório no Conjunto Nacional, na Av Paulista, em São Paulo (SP).
A Fundação recebe periodicamente interessados em conhecer a sua sede e projetos no Programa Portas Abertas.

## Centro de Experimentos Florestais
Também possui um Centro de Experimentos Florestais em Itu, instalado em uma antiga fazenda de café, o projeto tem como objetivo principal recompor a vegetação de Mata Atlântica a partir da restauração de áreas degradadas.
O Centro de Experimentos Florestais SOS Mata Atlântica – HEINEKEN Brasil nasceu em 2007, numa antiga fazenda de café cedida pela Brasil Kirin, na região de Itu, para se tornar uma referência na área da restauração florestal.
As atividades do Centro mostram que conservar os recursos naturais e restaurar os ecossistemas da Mata Atlântica é algo possível, e contam com a participação de um amplo corpo de funcionários,como engenheiros florestais, biólogos, educadores e viveiristas. Lá funciona um viveiro com capacidade de produzir 750 mil mudas de 110 espécies nativas da Mata Atlântica por ano, que são implantadas em projetos na região e dentro da própria fazenda.
O Centro é referência em trabalhos de restauração e conservação dos recursos florestais, atuando nas seguintes linhas: 1. Restauração Florestal e Conservação de recursos naturais; 2. Pesquisa e Experimentação; 3. Capacitação e Formação; 4. Educação Ambiental e Mobilização.
Lá funciona a coordenação dos dois programas de restauração florestal da Fundação, Clickarvore e Florestas do Futuro, que juntos já somam mais de 30 milhões de mudas doadas ou patrocinadas para a restauração da Mata Atlântica.
Já o trabalho de sensibilização e educação ambiental envolve o público em geral nas questões ambientais por meio de atividades de visitação e do projeto “Aprendendo com a Mata Atlântica”, que conta com o apoio da Bradesco Capitalização banco do Brasil e Microtur.
Diferentes conhecimentos e metodologias na área da restauração e conservação também são testados no Centro, incluindo a capacitação em produção de mudas, coleta e beneficiamento de sementes, e implantação de projetos de restauração florestal.

## Financiamento
Recebe doações de diversas pessoas físicas e empresas privadas nas mais diferentes áreas de atuação como bancos, indústrias automotivas, alimentícias, de produtos de higiene pessoal, e através de pessoas que se filiam à causa. A organização presta conta de suas doações através de relatórios e balanços e no site www.sosma.org.br.

## Áreas de atuação
- Proteção, Recuperação e Monitoramento da Mata Atlântica - com projetos como o Atlas dos Remanescentes Florestais da Mata Atlântica e o Florestas do Futuro.
- Proteção do mar e da costa - com editais de apoio a projetos de conservação marinha e defesa de uma Lei do Mar;
- Pesquisa e Experimentação Florestal - apoiando e desenvolvendo pesquisas que gerem novas tecnologias e metodologias na área de restauração e conservação de ecossistemas. Desenvolvem experimentos no âmbito laboratórios e universidades parceiras da Fundação.
- Acompanhamento de políticas públicas e legislação ambiental - com atuação em questões como a Lei da Mata Atlântica, combate à crise hídrica, Código Florestal, Planos de Mata Atlântica e Lei do Mar.
- Formação Profissional - proporciona um espaço de aprendizado para profissionais e para estudantes com palestras, cursos, oficinas e estágios.
- Educação Ambiental e Mobilização - idealiza atividades que sensibilizem e mobilizem lideranças ambientais e a sociedade em geral; realiza programa de voluntariado, projetos educacionais itinerantes, eventos e campanhas diversas a fim de obter conscientização ambiental.

## Projetos
- Aprendendo com a Mata Atlântica (educação ambiental)
- A Mata Atlântica é Aqui (educação ambiental)
- Centro de Experimentos Florestais
- Clickarvore (reflorestamento);
- Costa Atlântica
- Atlas da Mata Atlântica
- Florestas do Futuro
- Observatório Parlamentar Socioambiental
- Planos Municipais de Mata Atlântica
- Rede das Águas
- Viva a Mata